# تشونغ هي سيوك
تشونغ هي سيوك مواليد 29 يناير 1977، هو لاعب كرة مضرب كوري جنوبي سابق وكان يلعب باليد اليمنى. أعلى تصنيف له في الفردي كان المركز الـ 482 في سنة 2002. أعلى تصنيف له في الزوجي كان المركز الـ 477 في سنة 2006. نافس في كأس ديفيز.

## روابط خارجية
- تشونغ هي سيوك على موقع رابطة محترفي التنس (الإنجليزية)
- تشونغ هي سيوك على موقع الاتحاد الدولي لكرة المضرب (الإنجليزية)
- تشونغ هي سيوك على موقع خلاصة التنس.كوم (الإنجليزية)